# 米拉斯喬拉山
46°24′16″N 10°05′51″E / 46.40442°N 10.09744°E

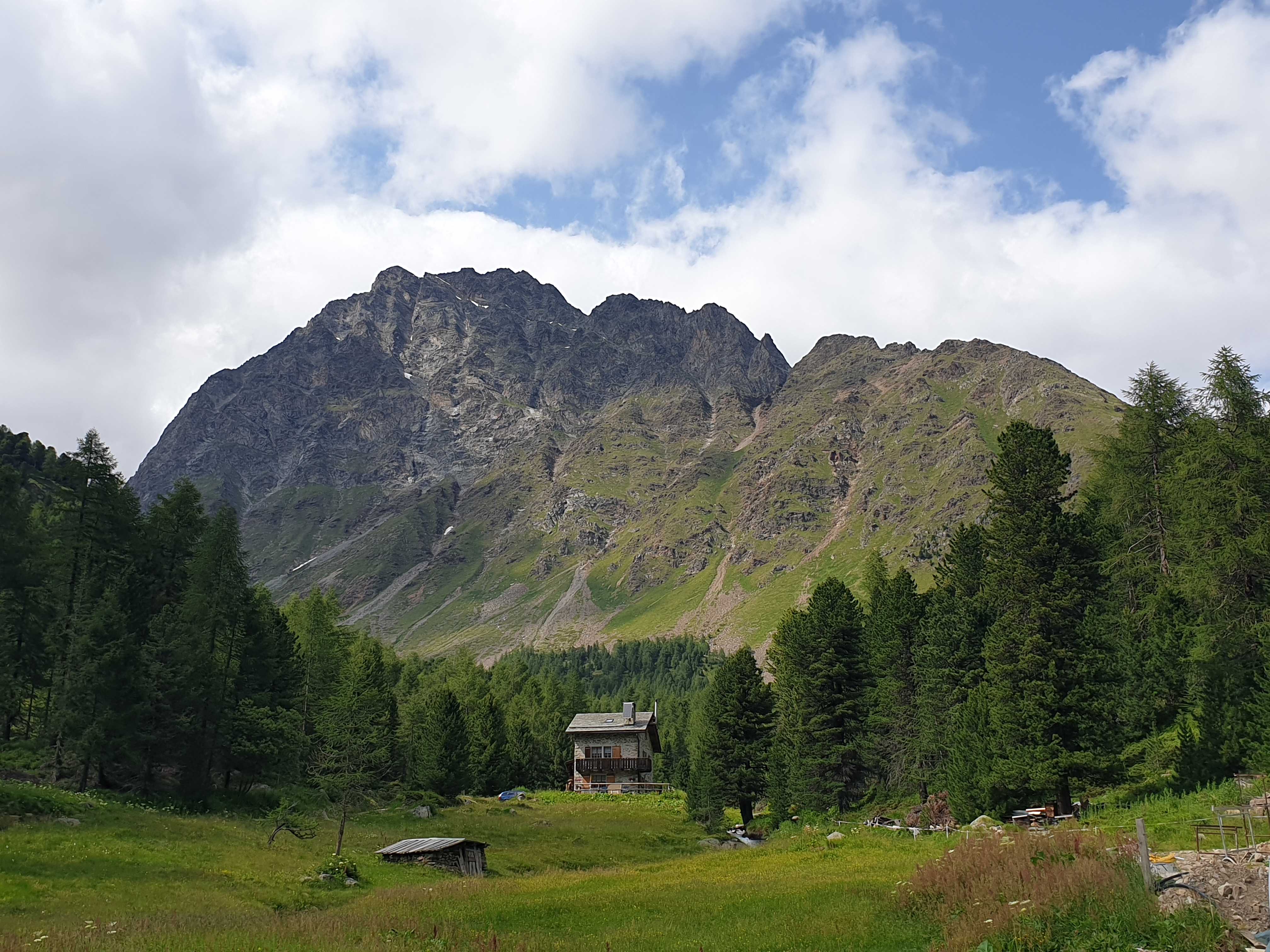

米拉斯喬拉山（Corn da Mürasciola），是瑞士的山峰，位於該國東南部，由格勞賓登州負責管轄，屬於利維尼奧阿爾卑斯山脈的一部分，海拔高度2,818米，每年平均降雨量1,386毫米。